# Rozkład Jeffreysa
Rozkład Jeffreysa, rozkład aprioryczny Jeffreysa – minimalnie informatywny aprioryczny rozkład prawdopodobieństwa przestrzeni parametrów {\displaystyle {\vec {\theta }}} stosowany we wnioskowaniu bayesowskim, nazwany na cześć astronoma i statystyka Harolda Jeffreysa. Jest proporcjonalny do pierwiastka wyznacznika informacji Fishera:
{\displaystyle p({\vec {\theta }})\propto {\sqrt {\det {\mathcal {I}}({\vec {\theta }})}}.}
Cechuje go niezmienność przekształceniowa względem przekształceń wektora parametrów {\displaystyle {\vec {\theta }},} maksymalizuje też oczekiwany wpływ obserwacji na kształt rozkładu a posteriori jeśli nie jest dostępna żadna dodatkowa wiedza, w związku z czym jest często rekomendowany jako rozkład aprioryczny z wyboru we wnioskowaniu bayesowskim. Inne sugerowane rozwiązania to np. rozkład jednostajny (co zalecał Laplace), rozkład Lhoste’a, lub dowolny inny rozkład który badacz uzna za odpowiedni.